# Rosenbad

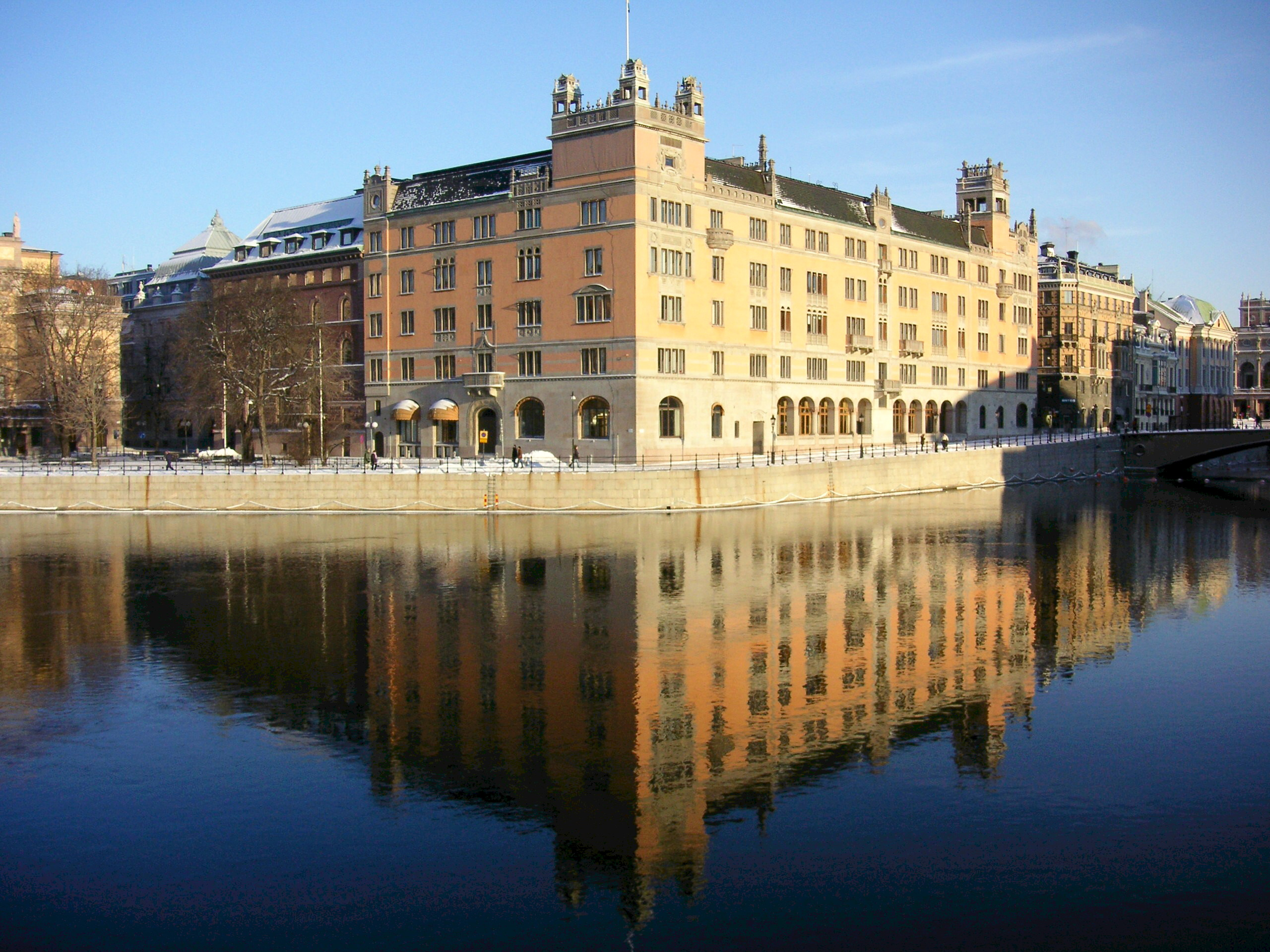
Rosenbad en 2006.

Rosenbad («Baño de rosa») es un edificio en el centro de Estocolmo, ubicado en el distrito de Norrmalm. Es propiedad del Estado de Suecia y sirve como la sede del Gobierno. 
Rosenbad se encuentra en Strömgatan, en el lado norte del río Norrström. Fue diseñado por el arquitecto modernista Fernando Boberg, y fue terminado en 1902. Originalmente albergaba una gran variedad de funciones, incluyendo un restaurante (hasta 1956) del mismo nombre.

## Edificio gubernametal
Rosenbad funciona en la actualidad como la sede de la Oficina del Primer Ministro (en sueco: Statsrådsberedningen) y las Oficinas de Gobierno (en sueco: Regeringskansliet). Se encuentra cerca del Palacio Sager, la residencia oficial del primer ministro. El Palacio del Parlamento de Suecia y el Palacio Real se encuentran cruzando las aguas del Stockholms ström.